# Non-métal
Un non-métal est un élément chimique dont les atomes du corps simple sont unis par des liaisons covalentes ou des liaisons intermoléculaires, et non par des liaisons métalliques. Ce sont de bons isolants électriques et thermiques, pour la plupart très volatils, caractérisés par une masse volumique plus faible et des températures de changement d'état généralement bien plus basses que celles des métaux, à l'exception notable du carbone. Leur énergie d'ionisation et leur électronégativité sont élevées, leurs oxydes sont acides, et ils forment des liaisons ioniques avec les métaux, acquérant ou mettant en commun des électrons lorsqu'ils réagissent avec d'autres éléments ou d'autres composés. À l'état solide, ils présentent des surfaces ternes ou faiblement brillantes (bien que celles de l'iode aient des reflets métalliques), sont plutôt fragiles et cassants (à l'exception notable du carbone diamant) et sont dépourvus de l'élasticité, de la malléabilité et de la ductilité caractéristiques des métaux.
Dans le tableau périodique, les non-métaux sont confinés dans l'angle supérieur droit, bordés sur leur gauche par les métalloïdes. Dix-sept éléments sont généralement considérés comme non métalliques, parmi lesquels 11 sont gazeux (hydrogène, hélium, azote, oxygène, fluor, néon, chlore, argon, krypton, xénon et radon) à température et pression ambiantes, 5 sont solides (carbone, phosphore, soufre, sélénium et iode) et 1 est liquide (brome).

## Propriétés physiques
Le tableau ci-dessous présente quelques propriétés des non-métaux.
| Élément   | Masse atomique  | Température de fusion | Température d'ébullition | Masse volumique | Rayon de covalence | Configuration électronique[1] | Énergie d'ionisation | Électronégativité (Pauling) |
| --------- | --------------- | --------------------- | ------------------------ | --------------- | ------------------ | ----------------------------- | -------------------- | --------------------------- |
| Hydrogène | 1,007 975 u     | −259,16 °C            | −252,879 °C              | 0,089 88 g·L-1  | 31 ± 5 pm          | 1s1                           | 1 312,0 kJ·mol-1     | 2,20                        |
| Hélium    | 4,002 602 u     | —[a]                  | −268,928 °C              | 0,178 6 g·L-1   | 28 pm              | 1s2                           | 2 372,3 kJ·mol-1     | —                           |
| Carbone   | 12,010 6 u      | 3 642 °C              | 3 642 °C                 | 2,267 g·cm-3    | 69 pm              | [He] 2s2 2p2                  | 1 086,5 kJ·mol-1     | 2,55                        |
| Azote     | 14,006 855 u    | −210,00 °C            | −195,795 °C              | 1,251 g·L-1     | 71 ± 1 pm          | [He] 2s2 2p3                  | 1 402,3 kJ·mol-1     | 3,04                        |
| Oxygène   | 15,999 40 u     | −218,79 °C            | −182,962 °C              | 1,429 g·L-1     | 66 ± 2 pm          | [He] 2s2 2p4                  | 1 313,9 kJ·mol-1     | 3,44                        |
| Fluor     | 18,998 403 16 u | −219,67 °C            | −188,11 °C               | 1,696 g·L-1     | 64 pm              | [He] 2s2 2p5                  | 1 681 kJ·mol-1       | 3,98                        |
| Néon      | 20,179 7(6) u   | −248,59 °C            | −246,046 °C              | 0,900 2 g·L-1   | 58 pm              | [He] 2s2 2p6                  | 2 080,7 kJ·mol-1     | —                           |
| Phosphore | 30,973 762 00 u | 44,15 °C              | 280,5 °C                 | 1,823 g·cm-3    | 107 ± 3 pm         | [Ne] 3s2 3p3                  | 1 011,8 kJ·mol-1     | 2,19                        |
| Soufre    | 32,067 5 u      | 115,21 °C             | 444,6 °C                 | 2,07 g·cm-3     | 105 ± 3 pm         | [Ne] 3s2 3p4                  | 999,6 kJ·mol-1       | 2,58                        |
| Chlore    | 35,451 5 u      | −101,5 °C             | −34,04 °C                | 3,2 g·L-1       | 102 ± 4 pm         | [Ne] 3s2 3p5                  | 1 251,2 kJ·mol-1     | 3,16                        |
| Argon     | 39,948(1) u     | −189,34 °C            | −185,848 °C              | 1,784 g·L-1     | 106 ± 10 pm        | [Ne] 3s2 3p6                  | 1 520,6 kJ·mol-1     | —                           |
| Sélénium  | 78,971(8) u     | 221 °C                | 685 °C                   | 4,81 g·cm-3     | 120 ± 4 pm         | [Ar] 4s2 3d10 4p4             | 941,0 kJ·mol-1       | 2,55                        |
| Brome     | 79,904(3) u     | −7,2 °C               | 58,8 °C                  | 3,102 8 g·cm-3  | 120 ± 3 pm         | [Ar] 4s2 3d10 4p5             | 1 139,9 kJ·mol-1     | 2,96                        |
| Krypton   | 83,798(2) u     | −157,37 °C            | −153,415 °C              | 3,749 g·L-1     | 116 ± 4 pm         | [Ar] 4s2 3d10 4p6             | 1 350,8 kJ·mol-1     | 3,00                        |
| Iode      | 126,904 47 u    | 113,7 °C              | 184,3 °C                 | 4,933 g·cm-3    | 139 ± 3 pm         | [Kr] 5s2 4d10 5p5             | 1 008,4 kJ·mol-1     | 2,66                        |
| Xénon     | 131,293(6) u    | −111,75 °C            | −108,099 °C              | 5,894 g·L-1     | 140 ± 9 pm         | [Kr] 5s2 4d10 5p6             | 1 170,4 kJ·mol-1     | 2,6                         |
| Radon     | [222]           | −71 °C                | −61,7 °C                 | 9,73 g·L-1      | 150 pm             | [Xe] 6s2 4f14 5d10 6p6        | 1 037 kJ·mol-1       | 2,2                         |
Bien que les métaux soient cinq fois plus nombreux que les non-métaux, ces derniers constituent la presque totalité des êtres vivants : l'hydrogène, le carbone, l'azote, l'oxygène et le phosphore sont les constituants majeurs des molécules biologiques, tandis que le soufre et, dans une moindre mesure, le sélénium entrent dans la composition de nombreuses protéines. L'oxygène constitue à lui seul près de la moitié de la masse de l'écorce terrestre, des océans et de l'atmosphère. Enfin, l'hydrogène et l'hélium constituent à eux deux plus de 99 % de la matière baryonique de l'Univers observable.

Non-métaux solides à pression et températures ambiantes
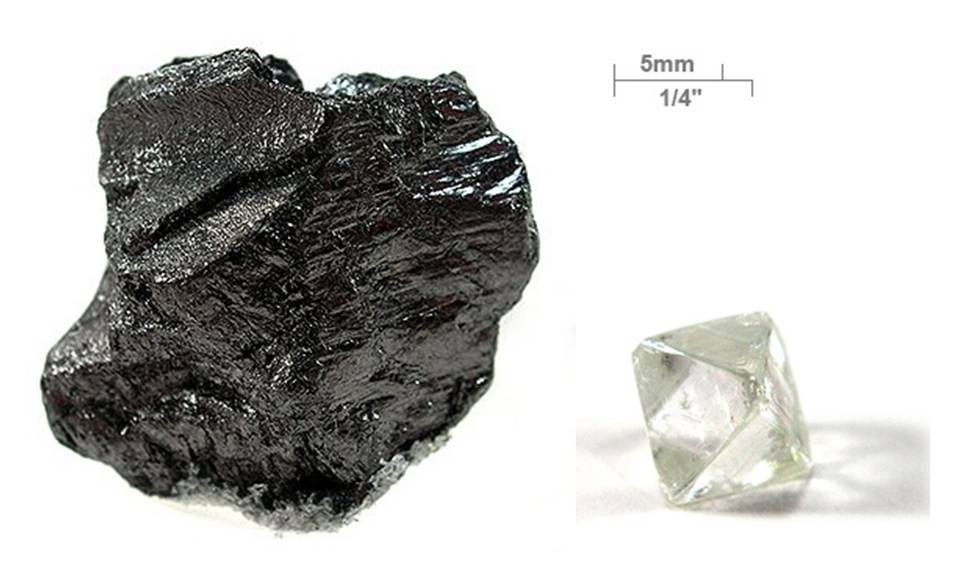
Carbone graphite et diamant.
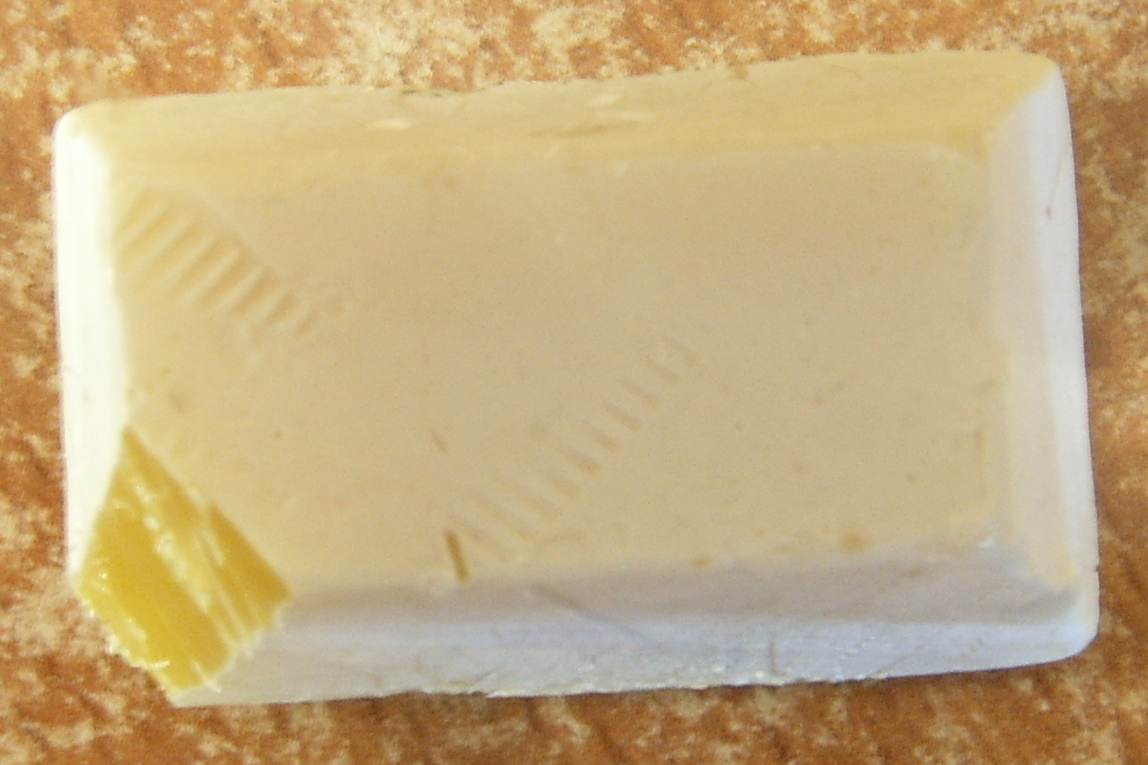
Phosphore blanc.
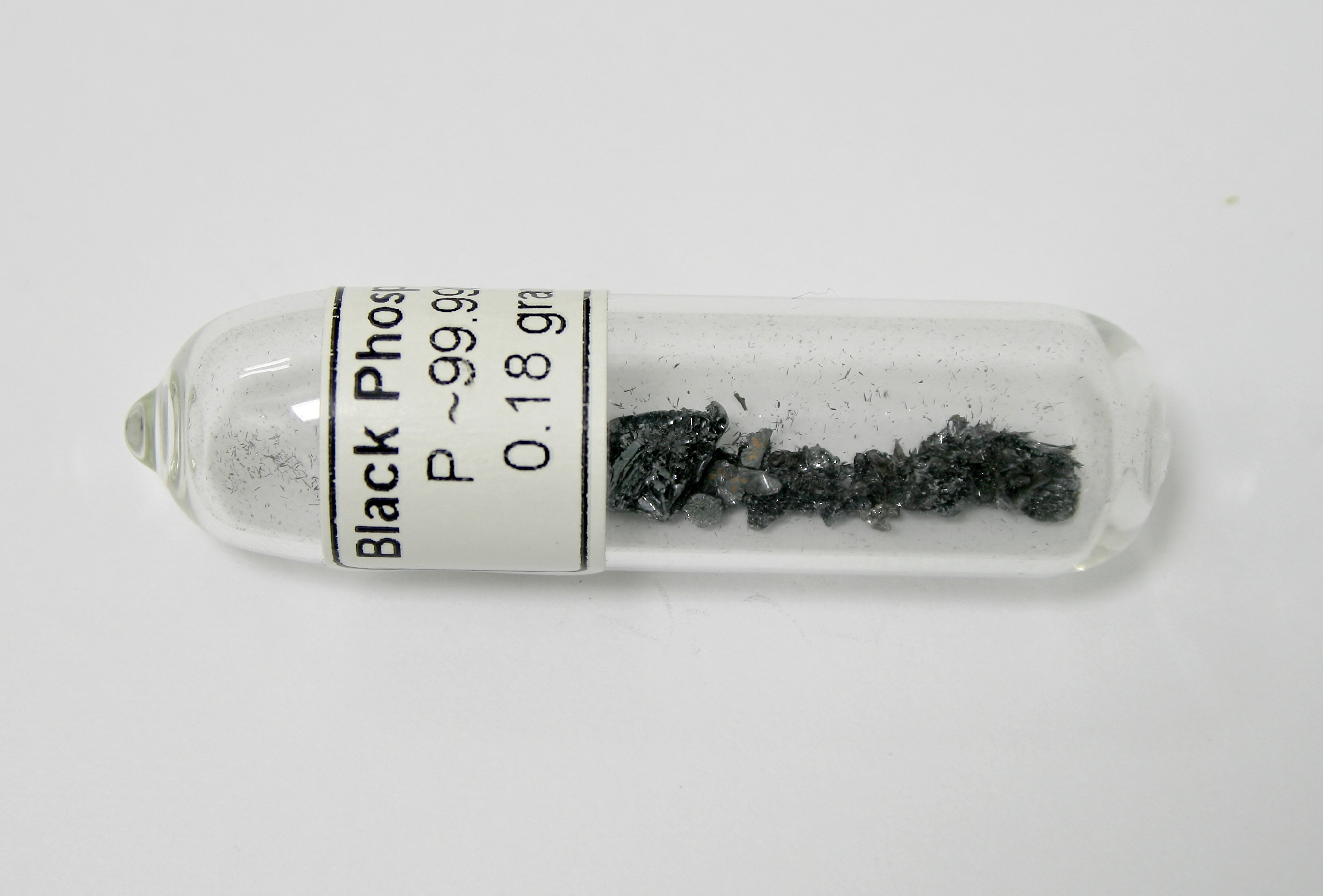
Phosphore noir.
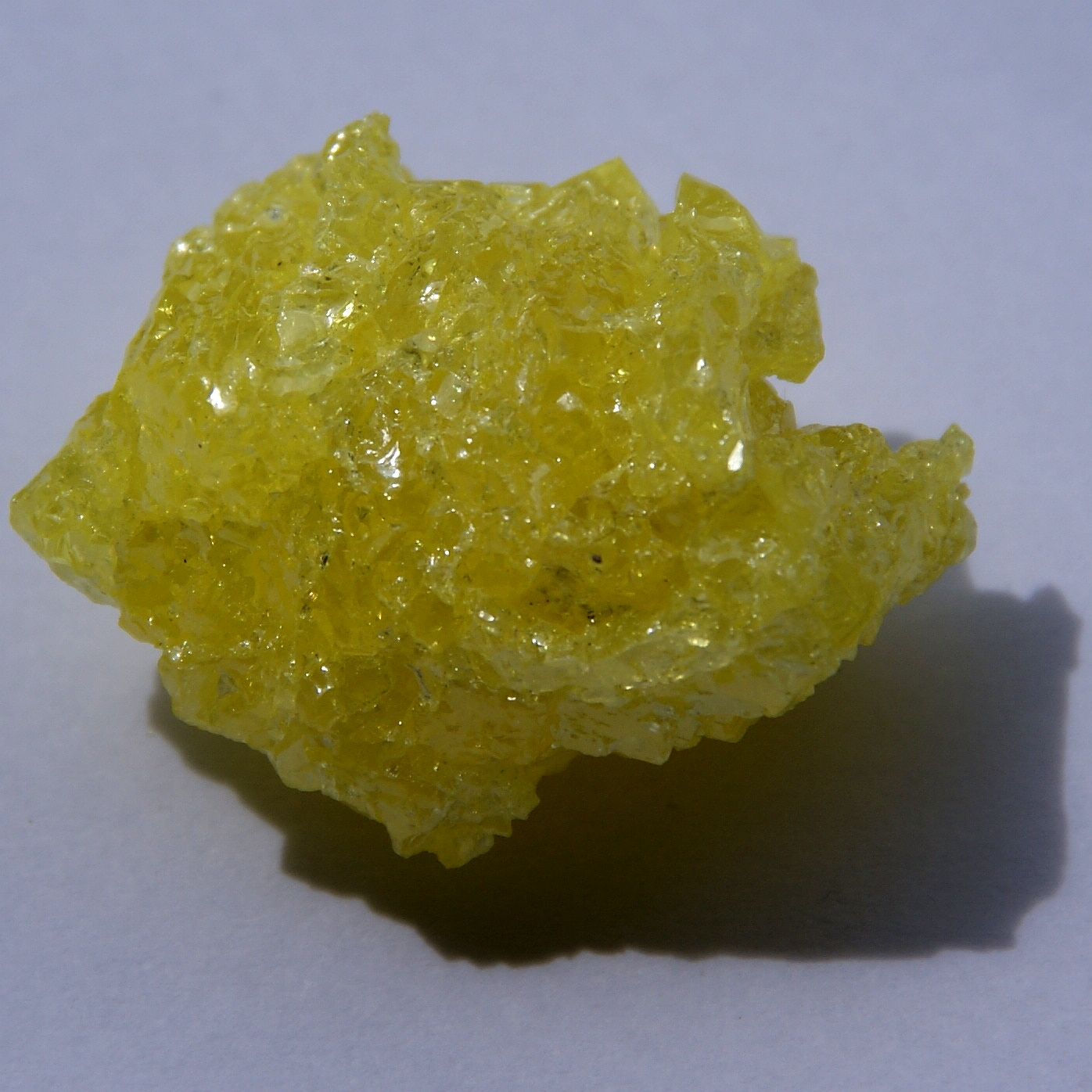
Soufre.
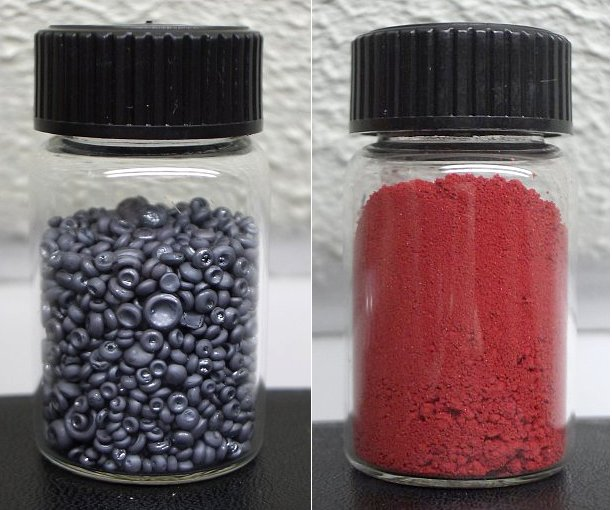
Sélénium gris et rouge.
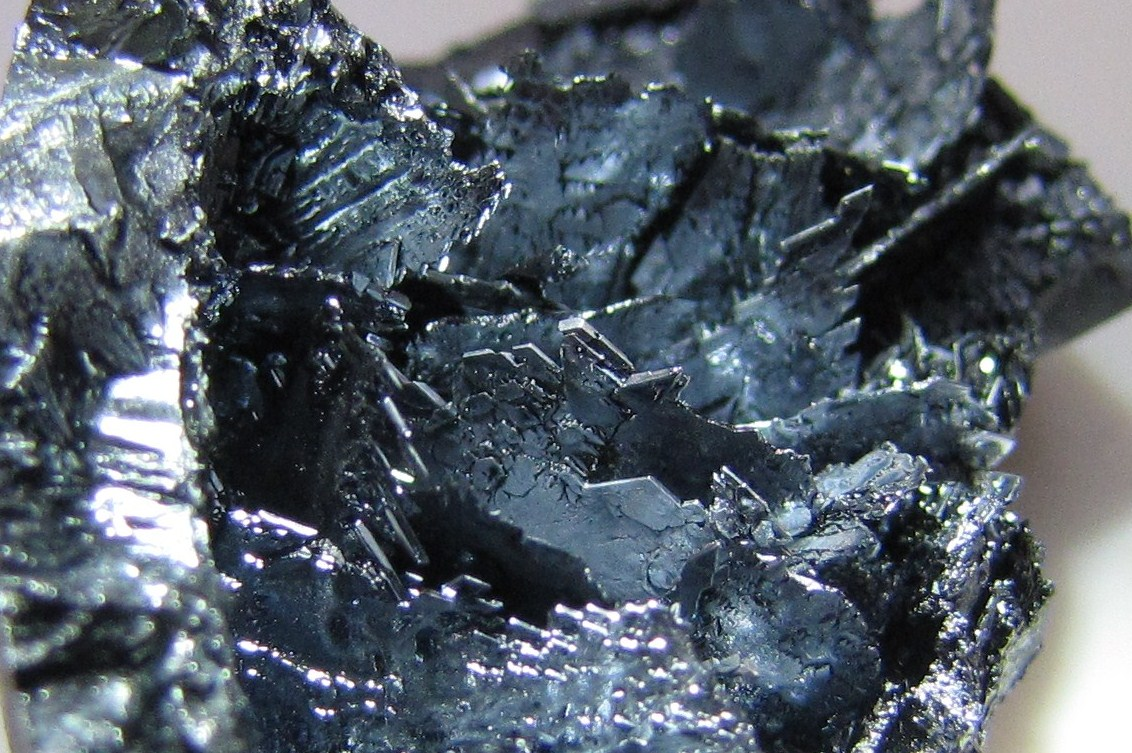
Iode.

## Typologie des non-métaux
Contrairement aux métaux, les non-métaux forment des corps simples dans lesquels les atomes sont unis par des liaisons covalentes ou des liaisons intermoléculaires, et non par des liaisons métalliques. En parcourant le tableau périodique vers la droite à partir des métalloïdes, les atomes des corps simples ont tendance à former un nombre décroissant de liaisons covalentes avec les atomes voisins.
- Les atomes du carbone diamant, par exemple, établissent des liaisons covalentes avec quatre atomes voisins disposés au sommet d'un tétraèdre régulier, ce qui confère une dureté exceptionnelle à la structure cristalline résultante. Les atomes du carbone graphite, quant à eux, établissent des liaisons avec trois atomes voisins pour former une structure hexagonale plane. Ceux du phosphore blanc établissent également trois liaisons, pour former une molécule P4 tétraédrique, tandis que le phosphore noir est caractérisé par une structure rappelant celle du graphite, dans laquelle chaque atome est lié à trois autres.
- Les atomes de soufre établissent, quant à eux, des liaisons avec deux atomes voisins pour former une structure cyclique de cyclooctasoufre S8. Le sélénium rouge présente également de tels cycles Se8, mais le sélénium gris, qui est un semiconducteur, présente une structure formée de chaînes linéaires dans laquelle chaque atome est lié à deux autres.
- L'hydrogène, l'azote, l'oxygène et les halogènes forment des molécules diatomiques, dans lesquelles chaque atome est lié par covalence à un seul autre atome.
- Enfin, les gaz nobles sont monoatomiques : chaque atome reste seul et n'a aucun autre atome lié par covalence.

Cette tendance progressive à la réduction du nombre de liaisons covalentes par atome va de pair avec l'affirmation croissante du caractère non métallique du corps simple. Elle permet ainsi de classer les non-métaux en trois familles :
- les non-métaux polyatomiques, formant quatre, trois ou deux liaisons covalentes par atome, et qui sont tous solides à température et pression ambiantes, pouvant présenter des propriétés les rapprochant des métalloïdes (carbone graphite, sélénium gris et phosphore noir par exemple) ;
- les  non-métaux diatomiques, formant une liaison covalente par atome, et donc des molécules diatomiques, qui peuvent présenter des phases métalliques à haute pression (hydrogène métallique et phase ζ de l'oxygène par exemple) ;
- les gaz nobles, monoatomiques, qui sont chimiquement très peu réactifs et totalement inertes pour les deux premiers.

### Non-métaux polyatomiques

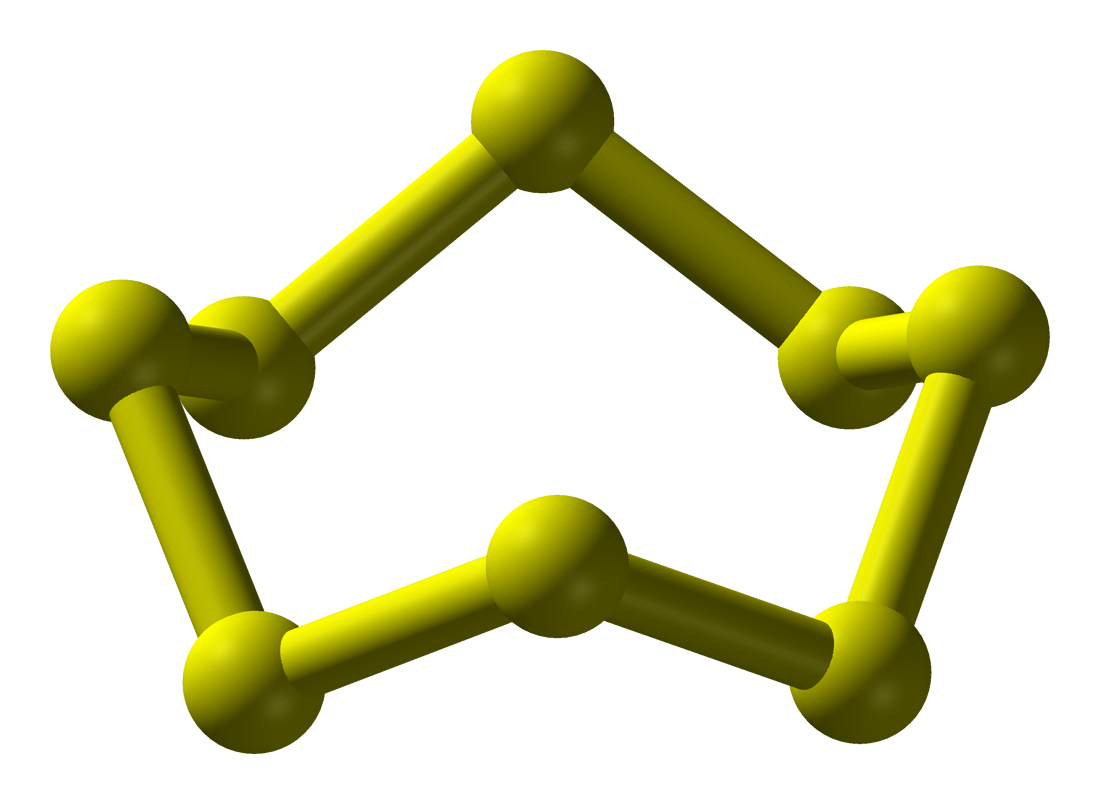
Structure du cyclo-octasoufre, allotrope le plus abondant du soufre.

Il existe quatre non-métaux polyatomiques à l'état standard : le carbone, le phosphore, le soufre et le sélénium. Leur coordinence va de 4 pour le diamant à 2 pour le soufre et le sélénium en passant par 3 pour le graphite et le phosphore. Ils sont tous solides à l'état standard, et présentent un caractère métallique plus marqués que les autres non-métaux. Ils possèdent ainsi généralement un allotrope semiconducteur, comme le carbone graphite et le sélénium gris.
Le soufre est le moins métallique des quatre, ses allotropes étant plutôt cassants et vitreux, avec une faible conductivité électrique. Il peut néanmoins présenter des aspects métalliques, par exemple à travers la malléabilité du soufre amorphe et l'apparence métallique du polythiazyle (SN)x, qui évoque le bronze.
Les non-métaux polyatomiques se distinguent parmi les non-métaux par leur coordinence élevée ainsi que par la température de fusion et la température d'ébullition élevées de leur forme thermodynamiquement la plus stable. Ils possèdent également l'amplitude liquide la plus large (c'est-à-dire l'intervalle de températures auxquelles ils sont liquides à pression atmosphérique) ainsi que la plus faible volatilité à température ambiante.
Ils présentent par ailleurs une allotropie développée ainsi qu'une tendance marquée à la caténation, mais une faible affinité avec les liaisons hydrogène. L'aptitude du carbone à la caténation est fondamentale à la fois en chimie organique et en biochimie, dans la mesure où elle est à la base de toute la chimie des hydrocarbures et assure l'existence des chaînes carbonées constituant l'ossature d'innombrables molécules biologiques.

### Non-métaux diatomiques
Il existe sept non-métaux diatomiques à l'état standard : l'hydrogène (H2), l'azote (N2), l'oxygène (O2), le fluor (F2), le chlore (Cl2), le brome (Br2) et l'iode (I2). Cinq d'entre eux sont gazeux à température et pression ambiantes, les deux autres étant volatils à température ambiante. Ce sont généralement de très bons isolants électriques, et sont très électronégatifs. Les exceptions à ces règles générales résident aux extrémités de la famille : l'hydrogène est faiblement électronégatif en raison de sa configuration électronique particulière, tandis que l'iode sous forme cristallisée est semiconducteur dans le plan de ses couches atomiques, mais isolant dans la direction orthogonale.
Les non-métaux diatomiques sont caractérisés par leur coordinence égale à 1 ainsi que par leur température de fusion et leur température d'ébullition plus basses que celle des non-métaux polyatomiques. Leur amplitude liquide est également plus étroite, et ceux qui ne sont pas condensés sont plus volatils à température ambiante. Ils présentent une allotropie moins développée que celles des non-métaux polyatomiques, ainsi qu'une tendance moins marquée à la concaténation. Ils présentent en revanche une aptitude plus marquée à établir des liaisons hydrogène. Enfin, leur énergie d'ionisation est également plus élevée.

### Non-métaux monoatomiques: gaz nobles
Les gaz nobles sont au nombre de six : hélium, néon, argon, krypton, xénon et radon. Ils forment une famille d'éléments particulièrement homogène. Aux conditions normales de température et de pression, ce sont tous des gaz incolores chimiquement inertes ou très peu réactifs. Ils présentent chacun l'énergie d'ionisation la plus élevée de leur période et n'établissent que des liaisons interatomiques très faibles, d'où une température de fusion et une température d'ébullition très basses (ils sont tous gazeux à pression et température ambiantes, y compris le radon dont la masse atomique est pourtant supérieure à celle du plomb).
| Propriétés physiques                | Non-métaux polyatomiques | Non-métaux diatomiques | Gaz nobles |
| ----------------------------------- | --- | --- | --- |
| Coordinence                         | 2, 3, voire 4 (diamant) | 1 | 0 |
| État standard                       | Solide | Majoritairement gazeux | Gazeux |
| Apparence                           | Couleurs variables, surfaces d'apparence vitreuse | Couleurs variables, surfaces ternes à l'état solide, hormis pour l'iode, à l'éclat partiellement métallique                                                                                             | Incolores |
| Allotropie                          | Nombreux allotropes | Peu d'allotropes | Pas d'allotropes |
| Élasticité                          | Corps simples le plus souvent cassants, avec également des formes malléables (C), souples (P) ou ductiles (C, S, Se)[b]                                                | Cassants à l'état solide | Mous et sans grande résistance mécanique à l'état solide (ils sont facilement écrasés)                                                           |
| Conductivité électrique (S·cm−1)    | Mauvaise à bonne (de 5,2 × 10−18 pour le soufre à 3 × 104 pour le graphite)                                                                                            | Mauvaise à faible (d'environ 10−18 pour les gaz diatomiques à 1,7 × 10−8 pour l'iode) | Mauvaise (~10−18) |
| Point de fusion (K)                 | Plutôt élevé (389 K à 3 800 K) | Plutôt bas (15 K à 387 K) | Bas à très bas (1 K à 202 K) |
| Point d'ébullition (K)              | Élevé à très élevé (718 K à 4 300 K) | Bas à assez élevé (21 K à 458 K) | Bas à très bas (5 K à 212 K) |
| Intervalle liquide (K)              | Assez étendu (232 à 505 K) | Plus étroit (6 à 70 K) | Très étroit (2 à 9 K) |
| Volatilité (température ambiante)   | Peu volatils | Plus volatils | Globalement les plus volatils |
| Propriétés chimiques                | Non-métaux polyatomiques | Non-métaux diatomiques | Gaz nobles |
| Nature chimique                     | Non métallique à partiellement métallique | Non métallique, l'iode étant partiellement métallique | Inerte à non métallique, le radon étant partiellement cationique[4]                                                                              |
| Énergie d'ionisation (kJ·mol−1)     | Plutôt basse (9,75 à 11,26) | Plus élevée (10,45 à 17,42) | Parmi les plus élevées (10,75 à 24,59) |
| Électronégativité (échelle d'Allen) | Plutôt basse (2,253 à 2,589) | Plus élevée (2,300 à 4,193) | Parmi les plus élevées (2,582 à 4,789) |
| États d'oxydation                   | • États d'oxydation positifs et négatifs pour tous ces éléments • De ‒4 pour C jusqu'à +6 pour S et Se                                                                 | • États d'oxydation négatifs pour tous ces éléments, mais instable pour H • États d'oxydation positifs pour tous ces éléments sauf le F, exceptionnellement pour O • De ‒3 pour N à +7 pour Cl, Br et I | • Seuls les états d'oxydation positifs ont été observés, et seulement pour les gaz nobles les plus lourds • de +2 pour Kr, Xe et Rn à +8 pour Xe |
| Caténation                          | Tendance marquée | Tendance moindre | Peu d'affinité |
| Liaisons hydrogène                  | Faible aptitude | Forte aptitude | Connu pour Ar, Kr, Xe |
| Oxydes                              | • Au moins une forme polymérique pour tous ces éléments • La plupart de ces éléments (P, S, Se) forment des verres ; le dioxyde de carbone CO2 forme un verre à 40 GPa | • Les oxydes d'iode existent sous forme polymérique • Ces éléments ne forment pas de verres | • Le XeO2 est polymérique ; les oxydes des autres gaz nobles sont moléculaires • Ces éléments ne forment pas de verres                           |

## Allotropie
De nombreux non-métaux possèdent plusieurs formes allotropiques présentant des propriétés plus ou moins métalliques selon les cas. Le graphite, état standard du carbone, présente ainsi une apparence luisante et est un assez bon conducteur de l'électricité. Le diamant, en revanche, présente une apparence transparente et est un mauvais conducteur de l'électricité, de sorte qu'il n'est clairement pas métallique. Il existe d'autre allotropes du carbone, comme le buckminsterfullerène C60. L'azote peut former, outre le diazote N2 standard, du tétrazote N4, allotrope gazeux instable dont la durée de vie est de l'ordre de la microseconde. L'oxygène standard est diatomique sous forme de dioxygène O2 mais existe également comme molécule triatomique sous forme d'ozone O3 instable ayant une durée de vie de l'ordre de la demi-heure. Le phosphore présente la particularité d'avoir des allotropes plus stables que son état standard, le phosphore blanc P4. Ainsi, le phosphore rouge dérive du phosphore blanc par chauffage au-dessus de 300 °C. Il est d'abord amorphe, puis cristallise dans le système cubique si l'on poursuit le chauffage. Le phosphore noir est la forme thermodynamiquement stable du phosphore, de structure semblable au graphite, avec un éclat brillant et de semblables qualités électriques. Le phosphore existe également sous forme de diphosphore P2 instable. Le soufre possède davantage d'allotropes que n'importe quel autre élément. Hormis le soufre dit plastique, tous sont non métalliques. Le sélénium possède plusieurs isotopes non métalliques et une forme conductrice de l'électricité, le sélénium gris. L'iode existe également sous forme amorphe semiconductrice.

## Gaz nobles, halogènes et «CHNOPS»
Parmi les non-métaux, il est assez courant de considérer à part les familles des halogènes et des gaz nobles, qui présentent des propriétés chimiques très caractéristiques, laissant comme « autres non-métaux » l'hydrogène, le carbone, l'azote, l'oxygène, le phosphore, le soufre et le sélénium, collectivement représentés par l'acronyme « CHNOPS ».
- Les gaz nobles forment en effet une famille nettement individualisée parmi les non-métaux en raison de leur inertie chimique remarquable, totale pour les deux plus légers — hélium et néon — et laissant place à une réactivité chimique très faible à mesure qu'on descend le long de la 18e colonne, de sorte que le xénon est le plus réactif de la famille — la chimie du radon est mal connue en raison de la radioactivité de cet élément.
- À l'inverse des gaz nobles, les halogènes sont particulièrement réactifs, mais leur réactivité chimique décroît à mesure qu'on descend le long de la 17e colonne. Le fluor est ainsi le plus réactif des quatre, formant des composés avec pratiquement tous les autres éléments chimiques, hormis l'hélium et le néon.
- Les sept non-métaux qui n'appartiennent pas à ces deux familles chimiques se trouvent être les sept constituants principaux de la matière vivante, ce qui leur a valu d'être regroupés sous l'acronyme CHNOPS — qui n'inclut cependant pas le sélénium — notamment dans le domaine de l'exobiologie et des sciences de l'environnement[8]. Le tableau ci-dessous résume quelques-unes de leurs propriétés :

| Élément   | État standard        | Conductivité thermique (W·m-1·K-1) | Conductivité électrique (S·m-1) | Oxyde        | Importance physiologique | Fonctions biochimiques |
| --------- | -------------------- | ---------------------------------- | ------------------------------- | ------------ | ------------------------ | --- |
| Hydrogène | Gaz                  | 1,8 × 10-1                         | —                               | Ampholyte    | Macroélément             | Ubiquitaire (protéines, lipides, glucides) |
| Carbone   | Solide diamagnétique | 1,3 × 102                          | 6,1 × 104                       | Acide faible | Macroélément             | Ubiquitaire (protéines, lipides, glucides) |
| Azote     | Gaz                  | 2,6 × 10-2                         | —                               | Acide fort   | Macroélément             | Ubiquitaire (protéines, cofacteurs, bases nucléiques) |
| Oxygène   | Gaz paramagnétique   | 2,7 × 10-2                         | —                               | Neutre       | Macroélément             | Ubiquitaire |
| Phosphore | Solide               | 2,4 × 10-1                         | 1,0 × 10-9                      | Acide faible | Macroélément             | Acides nucléiques (ADN et ARN) Énergie métabolique (ATP) Membranes biologiques (phospholipides) Minéralisation des dents et os (hydroxyapatite Ca10(PO4)6(OH)2)    |
| Soufre    | Solide               | 2,7 × 10-1                         | 0,5 × 10-15                     | Acide fort   | Macroélément             | Protéines, via la cystéine et la méthionine Réticulation des chaînes peptidiques par ponts disulfure Abondant dans la kératine des phanères                        |
| Sélénium  | Solide               | 2,0 × 100                          | 1,0 × 10-4                      | Acide fort   | Oligoélément             | Sélénoprotéines, via la sélénocystéine Réduction des dérivés réactifs de l'oxygène (glutathion peroxydase) Fonctionnement de la thyroïde (iodothyronine désiodase) |